# چانف

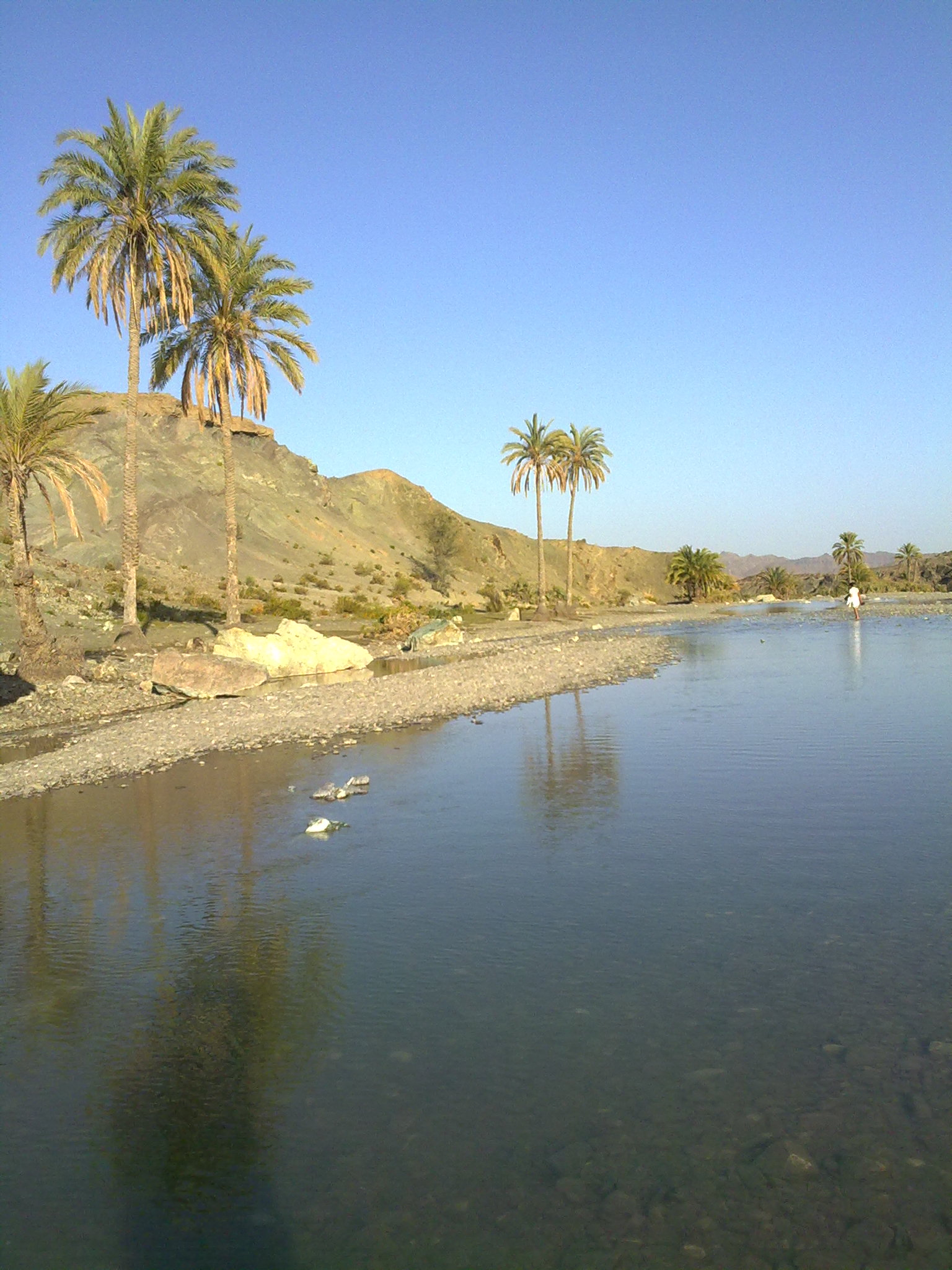
رودخانه جسیس - چانف

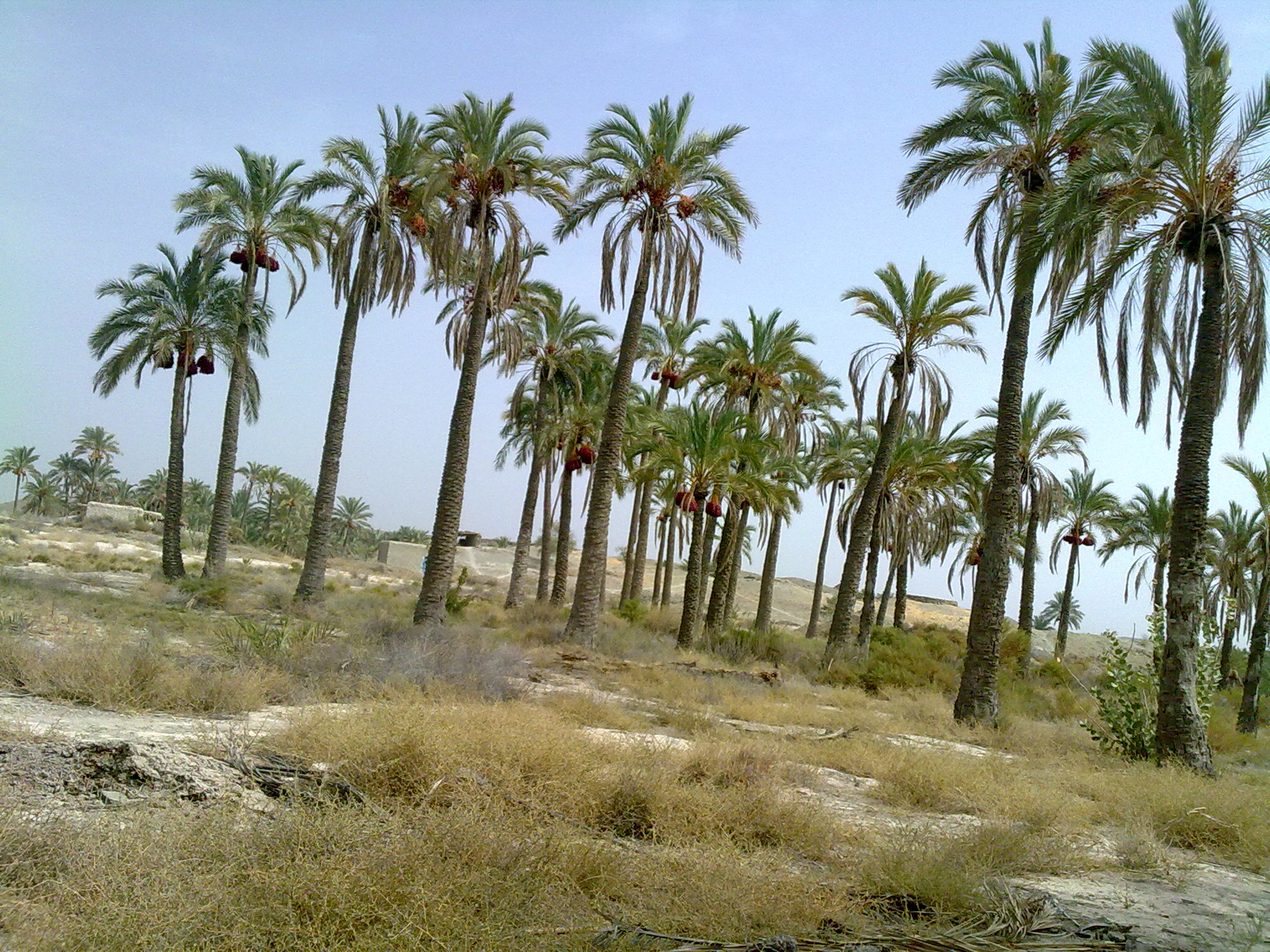
نخلستان چانف

چانف شهری که مرکز بخش آهوران از توابع شهرستان نیک‌شهر در استان سیستان و بلوچستان ایران است.این شهر در سال ۱۳۹۹ تاسیس گردید.

## جمعیت
این شهر در دهستان چانف قرار دارد و براساس سرشماری مرکز آمار ایران در سال ۱۳۹۵، جمعیت آن ۲۲۹۷ نفر (۶۰۶خانوار) بوده‌است.

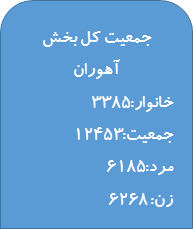

## جغرافیا
شهر چانف مرکز بخش آهوران شهرستان نیک‌شهر می‌باشد.چانف در منطقه‌ای کوهستانی واقع شده‌است. از جنوب متصل به حوزه شهرستان نیکشهر - از شرق به شهرستان سرباز - از غرب به شهرستان لاشار 
```
شهر چانف جزو شهرستان نیکشهر است ولی مردم این دهستان به دلیل نزدیکی مسافت و سهولت حمل و نقل اکثر امورات روزانه از جمله اقتصادی،اجتماعی و درمانی  خود بیشتر با شهرستان ایرانشهر در ارتباط هستند .
```

روستاهای توابع دهستان چانف((chanf شامل : گوانک((govank، برشک((berashk، ناگوک((nagok، ناگان(nagan )،هبودان(haboudan) ،توکلی((tokali ،بگ(bogh) ،کلگوک((kalagok، شهریانچ((shahreyanch، کسمزور(kasmazor،گورناگان((ghornagan، مهنت((mehnat، گوهچ(govahch)، زهرکان((zahrakan، بیتیچ دپ(bitichdap )،کهیری((kahiri، تنکسر((tanksar،کناری(konari) ،گمردوچ دپ(ghamardochdap) و غیره می باشد .

## مردم
طوایف ساکن چانف عبارتند از: استادی، درزاده ، رییسی و ملازهی، میری ، مبارکی و بلیده 

## بخشداران
اولین بخشدار: خیرمحمد نیکبخت سپس فرامرز دانش
بخشدار سابق: محمد علی مبارکی
بخشدار فعلی : ابابکر نیک نژاد 

## اعضای شورا

###### اعضای شورای جدید (دوره ششم 1400)
۱- رسول ملازهی
۲- لعل محمد درزاده
۳- عبدالمجید مبارکی
۴- ادهم ولیان
۵- علی سرفرازی 

### شهردار
صدیق کهرازهی 

## ائمه جمعه
مولانا مولابخش مبارکی - مولانا عبدالحمید جعفری 

## امکانات
- چانف دارای دو مدرسه شبانه روزی متوسطه اول می باشد، که دانش آموزان روستاهای اطراف در آنجا مشغول به تحصیل هستند
- دارای دو دبستان ابتدایی
- دو دبیرستان
- پست بانک و دستگاه خودپرداز
- پاسگاه نیروی انتظامی
- شرکت تعاونی
- سه عدد نانوایی (تافتون، لواش و آزاد پز)
- ساختمان بخشداری
- بهداری و تسهیلات زایمانی
- اورژانس
- حوزه علمیه برادران و خواهران
- مسجد جامع
- آرایشگاه
- آپاراتی
- تعمیرگاه موتور سیکلت
- در و پنجره سازی
- نجاری [۷]

## شاخص ها
شاخص های بخش آهوران به شرح زیر می باشد :

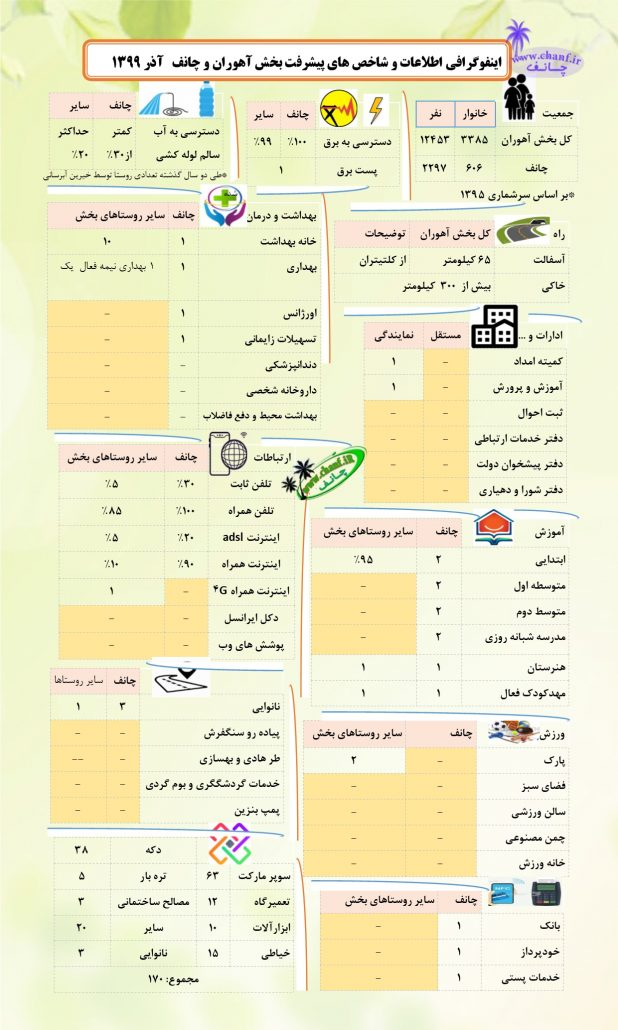

## مراکر خرید
چانف دارای سوپر مارکت و فروشگاه های بزرگ و کوچک مرغ داری و ماهی فروشی خرازی و سایر اقلام می باشد .اکثر مغازه و فروشگاه ها در مرکز روستا و اطراف فلکه سید الشهدا هستند.
برخی از سوپر مارکت ها و فروشگاه ها:
فروشگاه افق کوروش ،
سوپر مارکت های بزرگ : عمده فروشی باسط ،فروشگاه منصور ، فروشگاه امیر حافظ، فروشگاه مولوی سرفرازی، فروشگاه ویدادی و...
سوپر مارکت های متوسط: سوپر مارکت  آدم ، سوپر مارکت های اطراف فلکه ، سوپر مارکت داوود ، دکه های برادران ویدادی و ...
میوه تره بار:میوه تره بار محسن ، یارمحمد ، عامر و ...
مرغ فروشی رحیم و عبداله

## مکان‌های دیدنی
- لینک معرفی آب معدنی چانف
- نخلستان کسمزور
- محمدآباد
- قله مرتفع پاگ
- رودخانه جسیس
- روستای تاریخی شهریانچ